# كتاب الأصل (المبسوط)
كتابُ الأصل - ويسمي المبسوط أيضاً - هو كتابٌ من تأليف الإمام محمد بن الحسن الشيباني (ت 189هـ) تلميذِ الإمام أبي حنيفة، وصاحبِهِ، وناشرِ مذهبه، وهو من أوائل مَنْ صَنَّف في الفقه بشكلٍ مستقلٍ، وهو أحدُ كتب ظاهر الرواية الستة - التي تُعد المرجعَ الأولَ في فقه الحنفية - وهو أكبرُ ما وصل إلينا من كتبه وأوسعها مادة، وأغزرها معني، يَذكر مسألةً فيُفرع عليها فروعًا كثيرة حتى يَتعب المتعلم في ضبطها ويعجز عن وعيها، ويعد كتابُ الأصل أحدَ أهم مصادر الفقه الإسلامي وأدقها؛ حيث جاء جامعاً لمعظم الأبواب الفقهية، وأمّاتِ المسائل في فقه السادة الحنفية، وقد شرحه جماعةٌ من المتأخرين مثل شيخ الأسلام أبي بكر خواهر زاده وشمس الأئمة الحلواني وغيرهما.

## نبذة عن المؤلف
هو: أبو عبد الله محمد بن الحسن بن فَرْقَدٍ الشيباني الكوفي،  صاحب ابي حنيفة النعمان وناشر مذهبه وفقيه العراق، أصله دمشقي من قرية حرستا، قدم ابوه العراق فولد محمد بواسط سنة 131هـ، ونشأ بالكوفة وتفقه بها، حيث لازم أبا حنيفة وسمع منه وكتب عنه، وبعد وفاته لازم أبا يوسف حتى برع في الفقه، وسمع أيضاً من الأوزاعي، والإمام مالك، والثوري، ومسعر بن كدام، وابن جريج، وروى عنه الإمام الشافعي، وأبو عبيد القاسم بن سلام، وغير واحد من العلماء الكرام والمشايخ العظام. وكان من أعلم الناس بكتاب الله، ماهرا في علم العربية، والنحو، والحساب، قال أبي عبيد: ««ما رأيت أعلم بكتاب الله من محمد بن الحسن»» وقال الشافعي: ««أخذت - وفي رواية سمعت - من محمد بن الحسن وقِرَ بَعِيرٍ، وما رأيت رجلاَ سميناَ أخف روحاً منه»» وقال الشافعي ايضاَ: ««لو أشاء أن أقول إن القرآن نزل بلغة محمد بن الحسن لقلته لفصاحته»». ويدل على علو مكانته ومنزلته؛ تصانيفه ومؤلفاته، التي كانت عماد الكتب المدونة في الفقه الإسلامي «كالأسدية» التي هي أصل «المدونة» في مذهب الإمام مالك، وكتاب «الأم» للإمام الشافعي، وهذه الكتب هي التي حفظت فقه المذهب الحنفي، وتعتبر أصولًا له، فمن كتبه: كتب ظاهر الرواية، وهي كتب (المبسوط والزيادات، والجامع الكبير والجامع الصغير، والسِيَر الكبير والسِيَر الصغير،) والحجة على أهل المدينة، والمخارج في الحيل، والآثار،  وروى الموطأ عن مالك وهي إحدي الرويات المشهورة. واشتهر بالقضاء حيث تولي قضاء الرقة في عهد هارون الرشيد ثم قضاء الري وتوفي بها (سنة 189هـ) وهو ابن 58 سنة، في اليوم الذي مات فيه الكسائي، فقال: الرشيد: «دفن الفقه والعربية بالري».

## التعريف بكتاب الأصل

### اسم الكتاب
للكتاب تسميتان مشهورتان:
- المبسوط:[14] وسمي بـ المبسوط لأن محمد بن الحسن ألف كل كتاب من الكتب الفقهية علي حدة، ألف مسائل الصلاة وسمَّاه كتاب الصلاة، ومسائل البيوع وسمَّاه كتاب البيوع، وهكذا دواليك ثم جمعت فصارت مبسوطًا.[14] أو لأنه أكبر كتب ظاهر الرواية وأبسطها، فهو مبسوط، واسع، كبير، مسترسل في العبارة، وشامل لجميع أبواب الفه.[15]
- الأصل:[16] قال ابن عابدين: «و اشتهر المبسوط بالأصل وذا *** لسبقه الستة تصنيفا كذا».[17] وذكره السرخسي، [18] والسمرقندي، [19] والكاساني، [20] والميرغناني[21]، وغيرهم بهذا الأسم، وقيل سمي بـ الأصل لأنه أول مصنفات محمد بن الحسن، [16] قال ابن نجيم: «سمِّيَ الأصل أصلًا؛ لأنَّه صُنف أولًا، ثم "الجامع الصغير"، ثم "الكبير"، ثم الزيادات».[22][23] أو لأنه يحوي المسائل والقواعد الأساسية التي وضعها أبو حنيفة ومن بعده صاحبيه (أبو يوسف - محمد بن الحسن) فهو الأصل والركيزة التي بني عليها الفقه الحنفي فيما بعد.[24]

### نسبته للمصنّف
إنّ صحة نسبة كتاب الأصل لمؤلفه الأمام محمد بن الحسن أمر مقطوع به وخصوصاً عند فقهاء الأحناف ويدل على ذلك أمور منها:
- أن الفقهاء كثيرا ما يقولون: ذكره محمد في الأصل، [18][19][20][21] قال السرخسي في المبسوط: «قال محمد - رحمه الله - في "الأصل" بلغنا عن النبي  : من أم قوماً فليصل بهم صلاة اضعفهم».[25]
- أنه أحد كتب ظاهر الرواية المروية عن الإمام محمد برواية الثقات، فهي ثابتة عنه بالتواتر أو الشهرة.[26][27]
- أن المؤلف ذكر ذلك نصاً في مقدمة الكتاب، حيث قال:«قد بيَّنتُ لكم قول أبي حنيفة وأبي يوسف وقولي، وما لم يكن فيه اختلاف فهو قولنا جميعا».[28]
- أن أغلب من ترجم له أو تكلم عنه من الفقهاء والمؤرخين ومؤلفي كتب الطبقات نسبه إليه: ذُكر في تاج التراجم: «من كتب محمد - رحم الله - : الأصل أملاه علي أصحابه، ورواه عنه الجوزاني، وغيره».[12] وفي الأعلام للزركلي: «له كتب كثيرة في الفقه والأصول منها "المبسوط" في فروع الفقه».[9]

### مكانة كتاب الأصل
يعتبر كتاب «الأصل» أو «المبسوط»، من أهم الكتب الفقهية التي حواها التـراث، حيث أنه أحد كتب ظاهر الرواية (مسائل الأصول)، المعول عليها في المذهب الحنفي،  وهو أكبر الكتب الفقهية المأثورة عن محمد بن الحسن وأكثرها فروعاً، وأبسطها عبارة، وأجمعها لأبواب الفقه، احتوي علي جميع مباحث الفقه بالتفصيل، وبه فروع تبلغ عشرات الألوف من المسائل في الحلال والحرام، لايسع الناس جهلها،  وهو الكتاب الذي يقال عنه: إن الشافعي حفظه، وألف "الأم" على محاكاته، ويقال بأن حكيماً من أهل الكتاب قد أسلم بسبب مطالعة المبسوط هذا قائلاً "هذا الكتاب محمدكم الأصغر فكيف كتاب محمدكم الأكبر؟.وهو الكتاب الذي كان يفاخر به أبو الحسن بن داود أهل البصرة،  ولما سئل الأمام أحمد بن حنبل من أين لك هذه المسائل الدقاق؟ قال:«مَنْ كُتُبِ مُحَمَّدِ بنِ الحَسَنِ، » ومصدر هذه المسائل بالدرجة الأولى هو كتاب الأصل،  ونظراً للأهمية الكبيرة التي يحملها هذا الكتاب في المذهب الحنفي فقد اعتنى علماء الحنفية بهذا الكتاب عناية بالغة من حيث الحفظ والرواية والتدريس وقد اعتبر بعضهم حفظ هذا الكتاب شرطاً لبلوغ درجة الاجتهاد في المذهب.

## طريقة تأليف الكتاب وأسلوب المصنف

### طريقة تأليف الكتاب
ألف الإمام محمد كتاب الأصل على هيئة كتب مستقلة فكل كتاب من الكتب الفقهية الموجودة ضمن محتويات كتاب الأصل متل كتاب الصلاة، الحيض، والزكاة، والصوم، إلي آخره كان يعتبر كتابا بنفسه (مستقلاَ). وذكر ابن النديم في كتابه الفهرست أسماء الكتب الفقهية على حدة، فقال: ولمحمد من الكتب كتاب الصلاة، كتاب الزكاة، كتاب المناسك، كتاب نوادر الصلاة، كتاب النكاح... إلخ. وقد جمعت هذه الكتب فيما بعد إما عن طريق مؤلفها (محمد بن الحسن) وإما عن طريق تلاميذه الذين رووا هذه الكتب عنه تحت مسمى كتاب الأصل أو المبسوط.

### أسلوب الكاتب
طريقتة في الكتاب سرد الفروع على مذهب أبي حنيفة وأبي يوسف، مع بيان رأيه في المسائل، والكتاب قليل الاهتمام بالاستدلال، وعزا ذلك بعض الحنفية إلى أن المؤلف لا يذكر الأدلة حيث تكون الأحاديث الدالة على المسائل بمتناول جمهور الفقهاء من أهل طبقته، وإنَّما يسردها في مسائل ربما تغرب أدلتها عن علمهم.

### طريقة السرد
عند مطالعة كتاب الأصل نجده يتنوع بين أسلوبان في السرد فبعض الكتب الفقهية أخذت طابع السؤال والجواب قلت :.... وقال :.... وبعضها الآخر جاءت على طريقة سرد المسائل بدون سؤال وجواب، فـ كتب الصلاة، والزكاة، والهبة، والصيد والذبائح، والمكاتب، والجنايات، والحدود، والسرقة، والسِيَر، والوديعة، والعارية، وجعل الآبق، والحيل، واللقطة، والغصب،  جاءت على طريقة السؤال والجواب. أما كتب الحيض، والتحري، والأستحسان، والبيوع، والسلم، والرهن، والقسمة، والمضاربة، والرضاع، والعتاق، والعتق في المرض، والوصايا، والفرائض، والولاء، والديات، والدور، والخراج، والدعوى، والبينات، الإقرار، والعبد المأذون، والمفقود، والوقف، جاءت على طريقة سرد المسائل بدون سوائل وجواب وباقي الكتب الأخرى امتزجت فيها الطريقتان.

## روايات كتاب الأصل
روايات الأصل (أي نسخه) المروية عن محمد متعددة وأظهرها رواية ابو سليمان الجوزجاني،  جاء في الطبقات السنية: «واعلم أن نسخ» المبسوط«المروي عن محمد متعددة، وأظهرها مبسوط أبي سليمان الجوزجاني»،  وفي ترجمة أبي سليمان الجوزجاني:«وأصل محمد بن الحسن الموجود بأيدينا روايته عنه». وهناك روايات أخري مثل رواية أبي حفص البخاري، ورواية محمد بن سَمَّاعَة،  ورواية هشام بن عبيد الله الرازي، ورواية المعلي بن منصور، وكان أبي بكر الرَّازِيّ يكره أَن تقرَأ علَيه الاصُول من رواية هشام لما فِيه من الِاضْطِرَاب فكانَ يأمر أَن تقرأ الاصُول من رواية أبي سلَيمَان أَو رواية محمد بن سَمَّاعَة لصحَّة ذلك وضبطهما. والحاكم الشهيد اعتمد على هاتين الروايتين في اختصار كتب محممد في كتابه الكافي، والسرخسي حين يشرح الكافي يعتمد علي هاتين الروايتين أيضا، ويذكر الحاكم والسرخسي روايتي أبي سليمان، وأبي حفص، في مواضع متفرقة في كتابها (الكافي، المبسوط) فيقولان: في رواية أبي حفص كذا، وفي رواية أبي سليمان كذا

## الأعمال على الكتاب

### شروح الأصل
اعتنى الأئمة بشرح الأصل قديما وحديثا فصنفوا له شروحا منها:
- شرح شمس الأئمة الحلواني (ت. 448هـ).[14]
- شرح شيخ الإسلام أبي بكر خواهر زاده (ت. 483هـ)، ويسمي المبسوط البكري، [14][41] وهو في عداد الكتب المفقودة لكن هناك نقول عنه في كتب الفقه الحنفي.[42]
- شرح المبسوط لفخر الإسلام البزدوي (ت. 482هـ)، [14] وتوجد منه نقول في بعض كتب الحنفية.[43]
- شرح المبسوط للإسبيجابي، وتوجد منه نقول في بعض كت الحنفية.[44]

### مختصرات الأصل
قام عدد من العلماء باختصار الكتاب، ومن هذه المختصرات:
- الكافي للحاكم الشهيد (ت 334هـ): ويسمي بالمختصر الكافي ويعد هذا الكتاب مختصرا لكتب محمد بن الحسن الستة المعروفة بظاهر الرواية، وللكافي عدة شروح أشهرها شرح شمس الأئمة السرخسي ويعرف بالمبسوط وهو من أجلِّ هذه الشروح.[45]
- مختصر الأصل لمحمد بن إبراهيم الحنفي (ت 705هـ).[46][47]
- مختصر الأصل لأبي نصر عبد الرحيم بن أبي عصام البلخي، وتوجد نسخة لهذا الكتاب في المكتبة السليمانية.[48]

## محتويات الكتاب

### الموجود من كتاب الأصل
تعرض الإمام محمد بن الحسن في كتاب الأصل ِلمعظم الكتب والأبواب الفقهية، والموجود من كتاب الأصل في النسخ الخطية الموجودة في المكتبات 57 كتاب من كتب الفقه، وهي على حسب ترتيبها في نسخة مراد ملا كما يلي:
- كتاب الصلاة
- كتاب الحيض
- كتاب الزكاة
- كتاب الصوم
- كتاب التحري
- كتاب الإستحسان
- كتاب الأيمان
- كتاب البيوع
- كتاب الصرف
- كتاب الرهن
- كتاب القسمة
- كتاب الهبة
- كتاب الإجارات
- كتاب الشركة
- كتاب المضاربة
- كتاب الرضاع
- كتاب الطلاق
- كتاب العتاق
- كتاب العتق في المرض
- كتاب الصيد والذبائح
- كتاب الوصايا
- كتاب الفرائض
- كتاب المكاتب
- كتاب الولاء
- كتاب الجنايات
- كتاب الديات
- كتاب الدور
- كتاب الحدود
- كتاب السرقة
- كتاب الإكراه
- كتاب السير
- كتاب الخراج
- كتاب العشر
- كتاب الدعوى
- كتاب الشرب
- كتاب الإقرار
- كتاب الوديعة
- كتاب العارية
- كتاب الحجر
- كتاب العبد المأذون
- كتاب الشفعة
- كتاب الخنثى
- كتاب المفقود
- كتاب جعل الآبق
- كتاب العقل
- كتاب الحيل
- كتاب اللقطة
- كتاب المزارعة
- كتاب النكاح
- كتاب الحوالة والكفالة
- كتاب الصلح
- كتاب الوكالة
- كتاب الشهادات
- كتاب الرجوع عن الشهادات
- كتاب الوقف
- كتاب الصدقة الموقوفة
- كتاب الغصب

### المفقود من كتاب الأصل
جميع مخطوطات كتاب الأصل ناقصة، والمفقود منها موجود على شكل مختصر في الكافي للحاكم الشهيد، والكتب الآتية هي المفقودة:
- كتاب السجدات
- كتاب المناسك (الحج)
- كتاب الأشربة
- كتاب أدب القاضي
- كتاب حساب الوصايا
- كتاب الشروط
- أختلاف أبي حنيفة وابن أبي ليلى.(استخرج من كتاب الأم للشافعي وطبع)

## نسخ الكتاب المخطوطة والمطبوعة

### النسخ المخطوطة
توجد في مكتبات أسطنبول وغيرها من مكتبات العالم نسخ كثيرة لكتاب الأصل، وجميع النسخ المخطوطة الموجودة للكتاب ناقصة، وهذه النسخ هي كما يلي :
- نسخ مكتبة السليمانية[50]

1. نسخة مكتبة السليمانية قسم مراد ملا : ورقمها 1038 - 1041. وتقع في ثمان مجلدات.
2. نسخة مكتبة السليمانية قسم عاشر أفندي : هذه النسخة برقم 87 - 91. وهي نسخة كاملة تقع في خمس مجلدات.
3. نسخة مكتبة السليمانية قسم يوزغات : وهي برقم 335، وتقع في 102 ورقة.
4. نسخة مكتبة السليمانية قسم ملا جلبي : ورقمها 38، وتقع في 252 ورقة.
5. نسخة مكتبة السليمانية قسم ملا جلبي : وهي برقم 39 - 40.وهذه النسخة تتكون من مجلدين .
6. نسخة مكتبة السليمانية قسم جار الله :وهي برقم 844، وتقع في 189 ورقة.
7. نسخة مكتبة السليمانية قسم جار الله : ورقمها 575، وتقع في 207 ورقة.
8. نسخة مكتبة السليمانية قسم حميدية : وهي برقم 546 وتقع في 708 ورقة..
9. نسخة مكتبة السليمانية قسم آيا صوفيا : وهي برقم 1026. وتقع في 413 ورقة،
10. نسخة مكتبة السليمانية قسم سليمانية : وهي برقم 586، وتحتوي على ثلث الكتاب تقريبًا .
11. نسخة مكتبة السليمانية قسم طرخان والدة سلطان : وهي برقم 98 - 99. وتتكون من مجلدين.
12. نسخة مكتبة السليمانية قسم بشير آغا : وهي برقم 206.

- نسخ دار الكتب المصرية [51][52][53]

1. نسخة دار الكتب المصرية : وهي برقم فقه حنفي، 382. وتقع في 200 ورقة.
2. نسخة دار الكتب المصرية : وهي برقم فقه حنفي، 623. وتقع في 195 ورقة.
3. نسخة دار الكتب المصرية : وهي برقم فقه حنفي، 33 وهي 251 ورقة في مجلد واحد.
4. نسخة دار الكتب المصرية : وهي برقم فقه حنفي، 34. وتقع في مجلد واحد، به خروم، وهي 135 ورقة.
5. نسخة دار الكتب المصرية : وهي برقم فقه حنفي، 200. وتقع في 699 ورقة.
6. نسخة دار الكتب المصرية : وهي برقم فقه حنفي، 491. وتقع في مجلد واحد في 198 ورقة.

- نسخ مكتبة طوبقابي سرايي [54]

1. نسخة مكتبة طوبقابي سرايي : وهي برقم 3393 - 3394 (أحمد الثالث، رقم 697). وتتكون من مجلدين.
2. نسخة مكتبة طوبقابي سرايي : وهي برقم 3395 (أحمد الثالث، رقم 698). وتقع في 278 ورقة.
3. نسخة مكتبة طوبقابي سرايي : وهي برقم 3396 (أحمد الثالث، رقم 699). وتقع في 645 ورقة.

- نسخ مكتبة عاطف أفندي[55]

1. نسخة مكتبة عاطف أفندي : وهي برقم 743 - 744، في مجلدين، ويقع المجلد الأول في 436 ورقة، والثاني في 412 ورقة.
2. نسخة مكتبة عاطف أفندي : وهي برقم 745، وتقع في 241 ورقة.
3. نسخة مكتبة عاطف أفندي : وهي برقم 742، وتقع في 257 ورقة.

- نسخة مكتبة ملت قسم فيض الله أفندي : وهي محفوظة برقم 665 - 669. وتقع في خمس مجلدات.[56]
- نسخة مكتبة ملت قسم فيض الله أفندي : وهي محفوظة برقم 664، وتقع في 945 ورقة.[57]
- نسخة مكتبة كوبريلي : وهي محفوظة برقم 537. ومكتوب عليها "كتاب الأصل لمحمد بن الحسن".[58]
- نسخة مكتبة شسشر بتي (Chester Beatty): ورقمها 5306.[59]
- نسخة المكتبة الأحمدية بحلب: ورقمها  529. وتقع في 75 ورقة.[60]
- نسخة مكتبة راشد أفندي بمدينة قيصري : وهي محفوطة برقم 1/325 وتقع في 192 ورقة.[61]
- نسخة مكتبة راشد أفندي بمدينة قيصري : ورقمها 325/ 2. وتقع في 1+ 613 ورقة.[62]
- نسخة مكتبة بايزيد : وهي محفوظة برقم 18993 - 18996، وتقع في أربع مجلدات.[63]
- نسخة مكتبة نور عثمانية : وهي محفوظة برقم 1377. وتقع في 434 ورقة.[54]
- نسخة مكتبة حاجي سليم آغا : وهي محفوظة برقم 285 - 286، وتقع في مجلدين.[2]
- نسخة مكتبة راغب باشا :وهي محفوظة برقم 450، وتقع في 10+ 311 ورقة.[2]
- نسخة مكتبة قسطموني : وهي محفوظة برقم 2832، وتقع في 483 ورقة.[64]
- نسخة المكتبة الأزهرية : وهي محفوظة برقم فقه حنفي 202، والرقم العام 4280. تقع في 213 ورقة.[65]
- نسخة مكتبة أكسفورد : وهذه النسخة من أول الكتاب إلى آخر الأيمان، وتاريخ نسخها 740هـ.[66]
- نسخة لأحد علماء الهند وهي في مكتبة بعض علماء جونبور في الهند. وبها تصحيف وسقط كثير.[5][67]
- نسخة كتاب الصلاة في المكتبة الآصفية بالهند : وهي محفوظة برقم 143.[6]

### النسخ المطبوعة
طبع كتاب الأصل عدة طبعات ناقصة (أقل من ربع الكتاب) تحوي بعضاَ من الكتب الموجودة في كتاب الأصل، وهذه الطبعات هي:
- طبعة جامعة القاهرة سنة 1954م : طبع سنة 1954م من كتاب الأصل كتابي البيوع، والسلم، في مجلد واحد بتحقيق د. شفيق شحاته - أكلس 557717197.
- طبعة حديرآباد سنوات 1966م -1973م : طبع في حيدر آباد الدكن بالهند طبعة ناقصة في أربع مجلدات تحتوي علي كتب الصلاة، الحيض، الزكاة، الصوم والتحري والأستحسان والأيمان، والمكاتب، والولاء، والجنايات، والديات، والعقل. بتحقيق أبو الوفا الأفغاني، وطبع كتاب الحج المووجود في الكافي للحاكم الشهيد ضمن هذه الطبعة. - أكلس 784339822.
- طبعة الدار المتحدة للنشر - بيروت سنة 1975م : طبع كتاب السير الموجود في كتاب الأصل بتحقيق مجيد خدوري في بيروت سنة 1975م.
- طبعة دار ابن حزم (ط. قطر) 2012 م : طبع الكتاب كاملاَ بدار ابن حزم- بيروت، سنة 1433 هـ - 2012 م، في 13 مجلد، تحقيق ودراسة الدكتور محمد بوينوكالن، وهي من إصدارات وزارة الأوقاف والشّؤون الإسلامية بدولة قطَر.

## وصلات خارجية
- كتاب الأصل - المكتبة الوقفية.
- كتاب الأصل - المكتبة الشاملة.
- كتاب الأصل - الملتقي الفقهي.